# Phymatosorus katuii
Phymatosorus katuii là một loài dương xỉ trong họ Polypodiaceae. Loài này được W.R.Sykes & Game mô tả khoa học đầu tiên năm 1996.
Danh pháp khoa học của loài này chưa được làm sáng tỏ. 